# Ибрагим, Хазар Зафир оглы
Хазар Зафир оглы Ибрагим (азерб. Xəzər Zafir oğlu İbrahim; род. 30 мая 1978) — азербайджанский дипломат. Посол Азербайджана в США.

## Биография
Окончил факультет международных отношений Бакинского государственного университета. Окончил магистратуру Джорджтаунского университета, факультет международных отношений.
С 1998 по 2002 год занимал различные должности в управлении международных организаций и управлении безопасности МИД Азербайджана. Занимался вопросами контроля вооружений, разоружения.
С 2002 по 2005 год работал в посольстве Азербайджана в США. Являлся  ответственным за политические и общественные дипломатические вопросы.
С 2005 по 2006 год работал в военно-политическом управлении МИД Азербайджана. Принимал участие в разработке концепции безопасности Азербайджана.
Являлся заместителем главы пресс-службы МИД Азербайджана.
С 2007 по 2009 — глава пресс-службы МИД Азербайджана.
С 2009 по 2011 — заместитель главы миссии посольства Азербайджана в США.
15 марта 2011 года присвоено звание чрезвычайного и полномочного посла.
Посол Азербайджана в Турции (5 октября 2017 — 26 июля 2021).
Посол Азербайджана в США (с 26 июля 2021). Постоянный наблюдатель от Азербайджана в Организации американских государств (с 26 июля 2021). 
Преподавал в университете «Хазар» предметы «Внешняя политика Азербайджана» и «Постсоветская внешняя политика Азербайджана».

## Награды
- Орден «За службу Отечеству» III степени (7 июля 2012 года) — за плодотворную деятельность в органах дипломатической службы Азербайджанской Республики[6].
- Медаль «Прогресс» (9 июля 2019 года) — за плодотворную деятельность в органах дипломатической службы Азербайджанской Республики[7].